# Haundorf
Haundorf – miejscowość i gmina w Niemczech, w kraju związkowym Bawaria, w rejencji Środkowa Frankonia, w regionie Westmittelfranken, w powiecie Weißenburg-Gunzenhausen, wchodzi w skład wspólnoty administracyjnej Gunzenhausen. Leży około 21 km na północny zachód od Weißenburg in Bayern, przy  drodze B466.

## Dzielnice
W skład gminy wchodzą następujące dzielnice: Haundorf, Obererlbach, Gräfensteinberg i Brombach.

## Demografia
| Rok  | Liczba mieszk. |
| ---- | -------------- |
| 1970 | 1721           |
| 1987 | 1909           |
| 2000 | 2560           |

## Oświata
(na 1999)

W gminie znajduje się 150 miejsc przedszkolnych (121 dzieci) oraz szkoła podstawowa (21 nauczycieli, 362 uczniów).